# Paul Stelkens
Paul Wilhelm Stelkens (* 1937 in Köln) ist ein deutscher Jurist, Vater von Ulrich Stelkens, Jurist.

## Leben
Stelkens machte 1957 Abitur am Gymnasium Köln-Nippes. Er studierte anschließend Rechtswissenschaft an der Albert-Ludwigs-Universität Freiburg und der Universität zu Köln. 1961 legte er in Köln die erste und nach der Promotion im Jahr 1965 im darauffolgenden Jahr die zweite juristische Staatsprüfung ab. Anschließend begann er seine richterliche Laufbahn als Gerichtsassessor und Verwaltungsgerichtsrat beim Verwaltungsgericht Köln in den Sachbereichen Städtebaurecht und Denkmalrecht. Von 1972 bis 1975 war er an das Bundesministerium der Justiz in Bonn abgeordnet und insbesondere mit der Reformgesetzgebung zum Verwaltungsverfahrens- und Verwaltungsprozeßrecht befasst. Während dieser Zeit wurde er zum Richter am Oberverwaltungsgericht ernannt. 1975 kehrte er als Vorsitzender Richter an das Verwaltungsgericht Köln zurück. Dort leitete er eine Kammer, die sich im Wesentlichen mit Verfahren aus dem Bau- und Denkmalschutzrecht und dem Asylrecht befasste. Im August 1986 wurde Stelkens zum Vorsitzenden Richter am Oberverwaltungsgericht NRW ernannt. Hier leitete er zunächst den 3. Senat, der Verfahren aus dem Erschließungsbeitragsrecht bearbeitet, und anschließend bis zum Eintritt in den Ruhestand den 10. und 10 a Senat, der für Verfahren aus dem Bau- und Denkmalschutzrecht zuständig ist.
Seit Ende der 1960er Jahre war Stelkens Lehrbeauftragter zunächst an der Fachhochschule für öffentliche Verwaltung in Köln und später an der Universität zu Köln. Im Oktober 1994 wurde er zum Honorarprofessor an der Universität zu Köln ernannt. Über seine Lehrtätigkeit hinaus hat Stelkens in zahlreichen Publikationen und Vorträgen wissenschaftlich-juristisch gearbeitet. Er ist Mitbegründer, Mitherausgeber und -autor von zwei Standard-Kommentaren zum Verwaltungsverfahrensgesetz und zur Verwaltungsgerichtsordnung und Verfasser eines Lehrbuchs zum Verfahrensrecht. Zudem gründete er eine Rechtsprechungssammlung des Oberverwaltungsgerichts zum Erschließungs und Erschließungsbeitragsrecht. In den Jahren von 1991 bis 1998 erarbeitete er im Auftrag des Bundesjustizministeriums Gesetzentwürfe zum Aufbau einer Verwaltungsgerichtsbarkeit in der Ukraine und in Polen. Ehrenamtlich beteiligte er sich an mehreren Projekten zur Rechtsangleichung des Verwaltungsverfahrens- und Verwaltungsprozessrechts im Rahmen der Wiedervereinigung und des Einigungsvertrages, die von der Universität zu Köln, dem Oberverwaltungsgericht NRW, dem Deutschen Anwaltverein und seinem Berufsverband durchgeführt wurden. Als Sachverständiger nahm er auf Vorschlag des Bundesjustizministeriums 1994 am Deutsch-Iranischen Menschenrechtsseminar in Teheran einschließlich der Beobachtung der Haftbedingungen im Staatsgefängnis Isfahan teil.
Stelkens war seit 1972 im Bund Deutscher Verwaltungsrichter Referent für Verfahrensrecht einschließlich Asylrecht. In der Zeit von 1988 bis 1992 war er Vorsitzender der Vereinigung der Verwaltungsrichter und Verwaltungsrichterinnen im Land Nordrhein-Westfalen.
Februar 2000 trat Stelkens in den Ruhestand. Er betätigt sich seitdem ehrenamtlich denkmal- und städtebaurechtlich bei regionalen Geschichtsvereinen und für das Stadtarchiv Frechen. U.a. vom Stadtarchiv Frechen wurden zahlreiche Bücher und Schriften von Paul Stelkens herausgegeben und Vorträge veranstaltet.

## Ehrungen und Auszeichnungen
- 2013 Rheinlandtaler des Landschaftsverbandes Rheinland für besondere ehrenamtliche Verdienste in der landschaftlichen Kulturpflege
- 2025 Bundesverdienstkreuz am Bande für sein langjähriges berufliches und ehrenamtliches Engagement auf den Gebieten der Rechts- und Gesellschaftspolitik, der Denkmal - und Kulturpflege sowie der Heimatforschung.[8]

## Werke

### Fachliteratur
- Verwaltungsverfahrensgesetz – VwVfG (Mitbegründer, Mitherausgeber und Autor zusammen mit Heinz Joachim Bonk und Michael Sachs), C.H. Beck, 2017, ISBN 978-3-406-71095-7
- Schoch/Schmidt-Assmann/Pietzner VwGO, Verwaltungsgerichtsordnung, Loseblattkommentar ab 1996, Band I, Band II, (Mit-Autor) C.H.Beck, ISBN 978-3-406-39184-2
- Verwaltungsverfahren, C.H. Beck, 1991, ISBN 3 406 35200 6
- Rechtssprechungsssammlung des Oberverwaltungsgerichts für das Land Nordrhein-Westfalen im Erschließungs- und Erschließungsbeitragsrecht, Loseblattausgabe, Verlag vhw-Dienstleistung GmbH, ISBN 978-3-87941-842-8.

### Regionale Geschichte und Zeitgeschichte
- Der Moschee-Streit. Eine exemplarische Debatte über Einwanderung und Integration. Franz Sommerfeld Herausgeber, 2008, (Mit-Autor), ISBN 978-3-462-04010-4
- Die Geschichte der Königsdorfer Villa Pauli und ihrer Erbauer, Verein für Geschichte Pulheim e.V., 2018, ISBN 978-3-927765 62-7
- Cathrin von Kleinkönigsdorf-eine Spur des Dreißigjährigen Krieges?, Stadtarchiv Frechen, 2017, ISBN 978-3-9816848-3-4
- Kriegsgefangene und Zwangsarbeiter in Königsdorf, 2 Bände, Stadtarchiv Frechen, 2015, ISBN 978-3-9816848-1-0
- Die Hensmann-Villa in Großkönigsdorf, 2. Aufl., Stadtarchiv Frechen, 2014, ISBN 978-3-00-040962-2
- Der Bomberabsturz in Königsdorf am 15. Oktober 1944 und seine deutschen und amerikanischen Opfer, Stadtarchiv Frechen, 2014, ISBN 978-3-00-040963-9
- Römisches Leben in Königsdorf gesucht, Stadtarchiv Frechen, 2014, ISBN 978-3-9816848-0-3
- Ein Pfarrer für Königsdorf, Stadtarchiv Frechen, 2013, ISBN 978-3-00-040961-5